# Turniej o Srebrny Kask 2007
Turniej o Srebrny Kask 2007 – rozegrany w sezonie 2007 turniej żużlowy z cyklu rozgrywek o „Srebrny Kask”, w którym mogli uczestniczyć zawodnicy do 21. roku życia. W rozegranym w Rybniku finale zwyciężył Marcin Jędrzejewski. Drugi był Grzegorz Zengota, a trzecie miejsce zajął Adrian Gomólski.

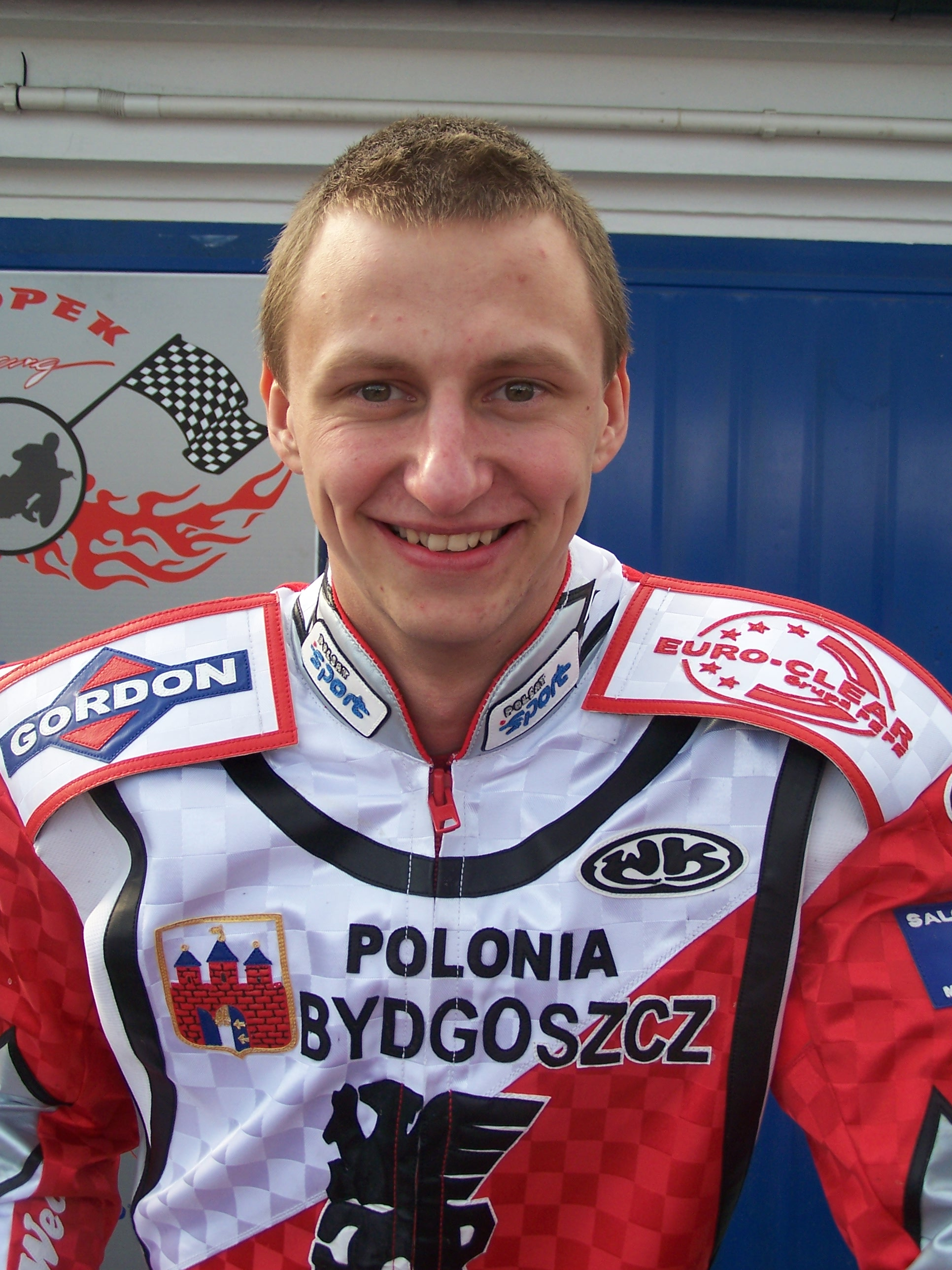
Marcin Jędrzejewski - zdobywca SK 2007

## Finał
- 9 października 2007 r. (wtorek), Rybnik

| Msc. | Zawodnik             | Klub                  | Pkt  |             |  |
| ---- | -------------------- | --------------------- | ---- | ----------- |  |
| 1    | Marcin Jędrzejewski  | Polonia Bydgoszcz     | 15   | (3,3,3,3,3) |  |
| 2    | Grzegorz Zengota     | ZKŻ Zielona Góra      | 12+3 | (3,1,2,3,3) |  |
| 3    | Adrian Gomólski      | Start Gniezno         | 12+d | (1,3,3,2,3) |  |
| 4    | Maciej Piaszczyński  | PSŻ Poznań            | 10   | (2,2,2,3,1) |  |
| 5    | Marcel Kajzer        | Kolejarz Rawicz       | 9    | (3,3,3,0,d) |  |
| 6    | Adam Kajoch          | Unia Leszno           | 9    | (2,3,0,2,2) |  |
| 7    | Dawid Lampart        | Stal Rzeszów          | 9    | (3,2,2,2,0) |  |
| 8    | Michał Mitko         | RKM Rybnik            | 7    | (2,1,1,0,3) |  |
| 9    | Andrzej Głuchy       | Unia Tarnów           | 7    | (2,1,1,1,2) |  |
| 10   | Artur Mroczka        | GTŻ Grudziądz         | 6    | (w,0,1,3,2) |  |
| 11   | Krzysztof Buczkowski | Polonia Bydgoszcz     | 6    | (w,0,2,2,2) |  |
| 12   | Marcin Liberski      | KM Ostrów Wlkp.       | 6    | (1,2,1,1,1) |  |
| 13   | Mateusz Szczepaniak  | Włókniarz Częstochowa | 5    | (w,0,3,1,1) |  |
| 14   | Kamil Zieliński      | Unia Tarnów           | 5    | (1,2,0,1,1) |  |
| 15   | Marcin Leś           | Stal Rzeszów          | 2    | (0,1,w,1,d) |  |
| 16   | Alan Marcinkowski    | KS Toruń              | 0    | (t,d,0,-,-) |  |
|      | rez. Marcin Kozdraś  | Orzeł Łódź            | 0    | (0,0,d)     |  |
|      | Rafał Klimek         | TŻ Lublin             |      |             |  |